# Candelabrum penola
Candelabrum penola is een hydroïdpoliep uit de familie Candelabridae. De poliep komt uit het geslacht Candelabrum. Candelabrum penola werd in 1940 voor het eerst wetenschappelijk beschreven door Manton. 